# Huludao
Huludao (葫芦岛 ; pinyin : Húludǎo), anciennement nommée Jinxi (锦西 ; pinyin : Jǐnxī) jusqu'en 1994, est une ville-préfecture se situant dans le sud-ouest de la province du Liaoning en Chine du Nord-Est. Voisine immédiate de Shanhaiguan, un tronçon de la  Grande Muraille qui se jette dans la mer, Huludao est un passage stratégique qui relie les trois provinces du Nord-Est à la  plaine centrale et aux régions côtières du Sud-Est.

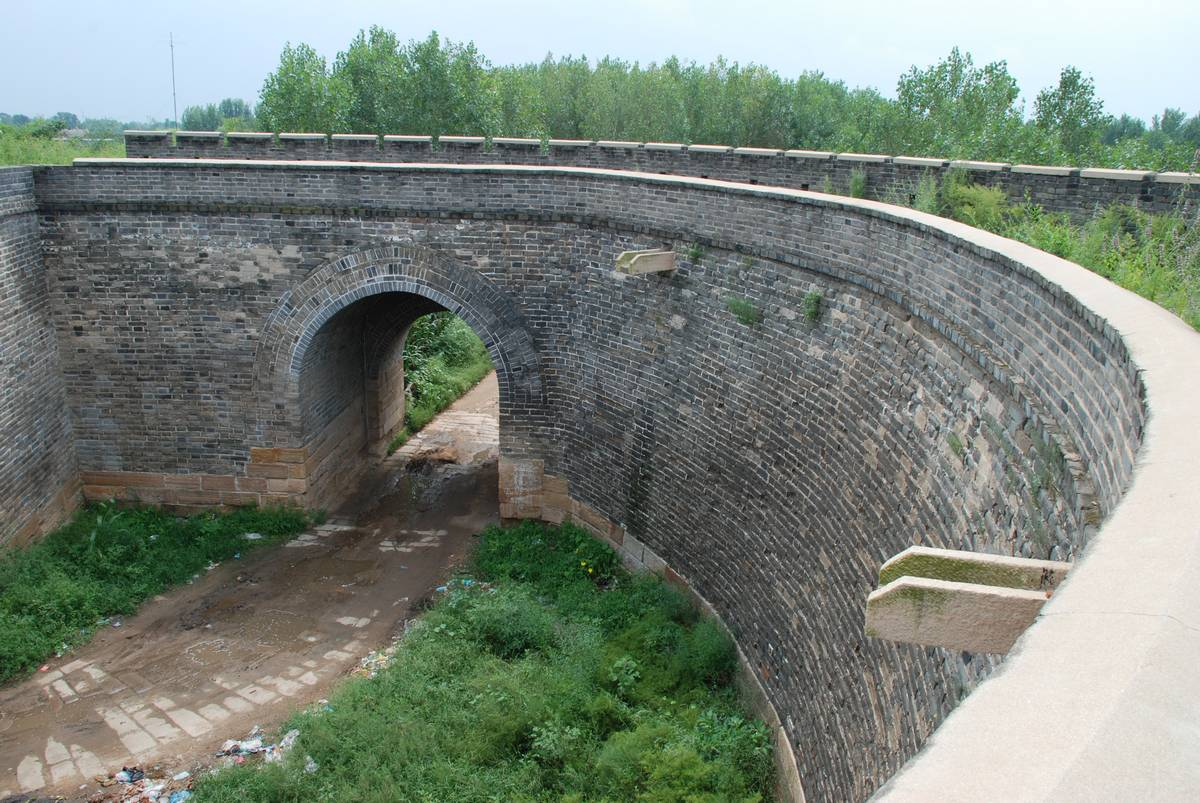
Le mur de la ville de Qiansuo

Si on regarde la ville à vol d’oiseau, la péninsule de Huludao ressemble à une calebasse, d’où son nom. Shihuangdi, premier empereur des Qin (221-206 av. J.-C.), y fit une inspection et y laissa le palais secondaire Jieshi et une stèle commémorative. L’inscription lapidaire se lit ainsi : « En arrivant à cette stèle en provenance de l’est, vous pourrez observer la haute mer. » Reliée, à l’ouest, à Shanhaiguan, la « première passe du pays », et voisine, au sud, du golfe de Liaodong dans la mer Bohai, Huludao bénéficie d’une bande littorale plane qui s’étire sur cent km. On l’appelle souvent le « corridor de l’Ouest du Liaoning ». À la fin de la Seconde Guerre mondiale, c'est de son port que s'est déroulé le « rapatriement japonais de Huludao » de 1946 à 1948.

## Géographie

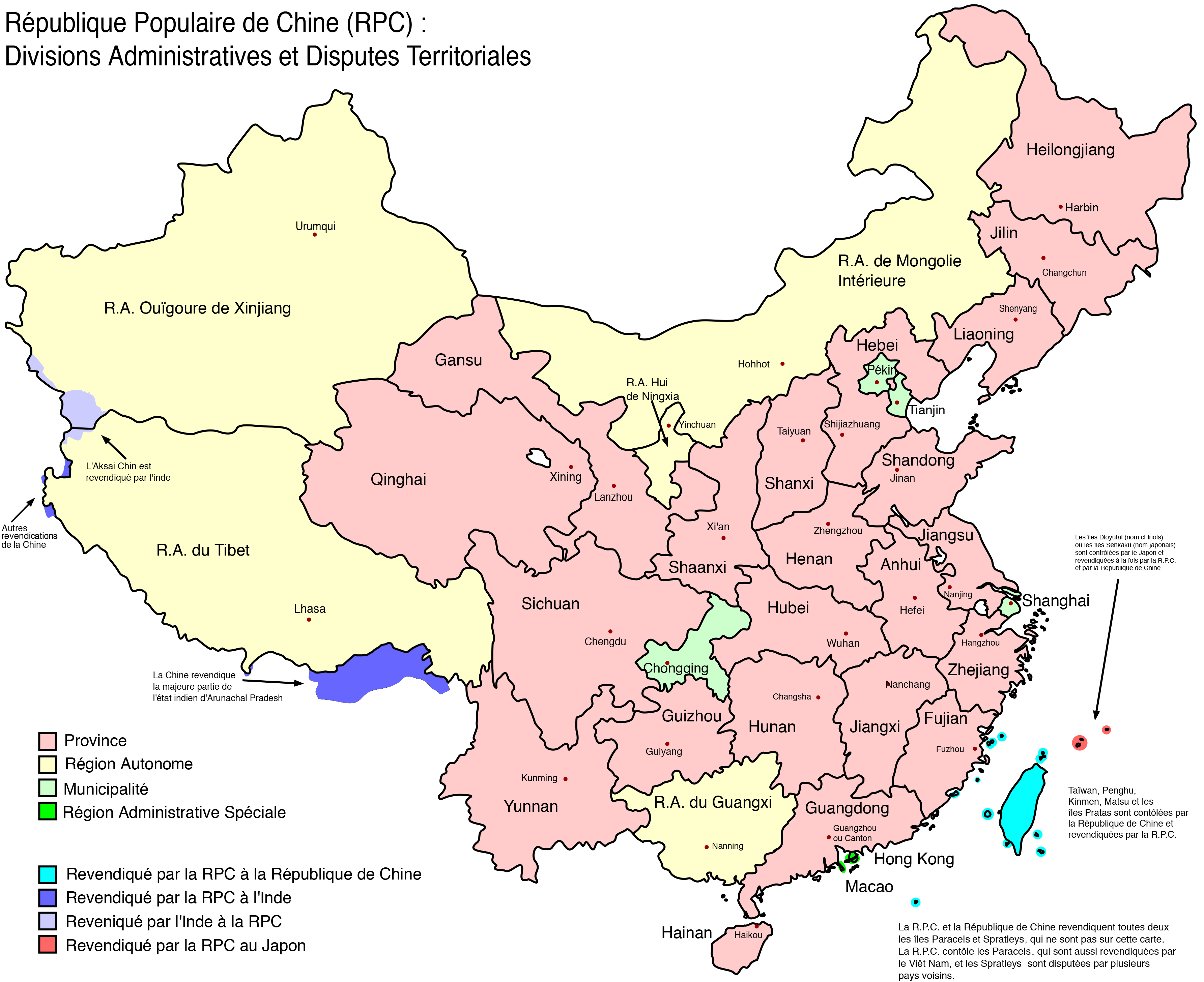
Divisions administratives et disputes territoriales de la république populaire de Chine

La ville de Huludao est située dans le nord-est de la Chine. Sa superficie totale est de 10 409 km2.
La ville est située à une latitude de 40° 43’ 00” N et à une longitude de 121° 00’ 00” E. 
Elle se trouve donc à la même latitude qu'Istanbul la ville la plus peuplée de Turquie, Naples en Italie, ou New York aux États-Unis.

### Situation
Huludao est une ville côtière située au bord de la mer Jaune (océan Pacifique), à environ 300 kilomètres à l'est de Pékin.
Les autorités de la ville ont pour projet de réaliser une cité balnéaire écologique en extension d'Huludao. Les ateliers internationaux d'urbanisme ont réalisé un atelier de réflexion sur ce sujet, avec 3 équipes constituées de 8 experts internationaux et chinois, qui ont réalisé 3 projets en 15 jours.

### Climat
Huludao se trouve dans la zone tempérée du nord de la Chine, avec un climat continental de mousson qui se caractérise par des hivers froids et secs et des étés chauds et humides. Les précipitations annuelles moyennes se situent entre 550 et 650 millimètres, tandis que la température moyenne annuelle est comprise entre 8,5 et 9,5 °C.
| Mois                              | jan.  | fév.  | mars  | avril | mai   | juin  | jui.  | août  | sep.  | oct.  | nov.  | déc.  | année   |
| --------------------------------- | ----- | ----- | ----- | ----- | ----- | ----- | ----- | ----- | ----- | ----- | ----- | ----- | ------- |
| Température minimale moyenne (°C) | −12,8 | −9,1  | −2,6  | 5,4   | 12,1  | 17,2  | 20,9  | 19,9  | 13,6  | 6,1   | −2,7  | −9,7  | 4,9     |
| Température moyenne (°C)          | −7,7  | −3,9  | −2,6  | 10,8  | 17,3  | 21,6  | 24,5  | 24,2  | 19,3  | 11,9  | 2,3   | −4,8  | 9,8     |
| Température maximale moyenne (°C) | −1,5  | 2,1   | 8,3   | 16,6  | 22,7  | 26,2  | 28,4  | 28,7  | 25,1  | 18    | 8,2   | 1,1   | 15,3    |
| Record de froid (°C)              | −26,7 | −22,3 | −14,1 | −5,9  | 3     | 8,1   | 13,4  | 10,3  | 0,7   | −6,5  | −15,7 | −23,3 | −26,7   |
| Record de chaleur (°C)            | 11,4  | 17,5  | 23,4  | 33,7  | 38,9  | 39,7  | 37,7  | 37,3  | 35,6  | 30,3  | 23,3  | 14,4  | 39,7    |
| Ensoleillement (h)                | 196,9 | 198,5 | 235,9 | 237,9 | 260,3 | 216,1 | 188,9 | 211,4 | 224,6 | 217,7 | 184,7 | 187,6 | 2 560,5 |
| Précipitations (mm)               | 3,1   | 2,8   | 9,7   | 28,1  | 48,7  | 82,2  | 151   | 144,4 | 59,8  | 32    | 12,3  | 3,5   | 577,6   |
| Humidité relative (%)             | 51    | 50    | 48    | 53    | 58    | 71    | 81    | 79    | 69    | 60    | 54    | 53    | 61      |

## Démographie
Selon le septième recensement national en Chine, la population résidente de la ville de Huludao était de 2,4 millions en 2020.
La population de Huludao était de 2,6 millions d'habitants en 2010 selon le sixième recensement national en Chine, ce qui signifie que la population de Huludao a diminué de 189 347 personnes, soit une diminution de 7,22% en 10 ans.

### Ethnies
Huludao est une ville-préfecture multiethnique.
27 des 56 ethnies de Chine sont représentés dans la ville dont des Han, des Mandchous, des Mongols, les Hui ou les Coréens.
| Groupes ethniques à Huludao, recensement de novembre 2020. | Groupes ethniques à Huludao, recensement de novembre 2020. | Groupes ethniques à Huludao, recensement de novembre 2020. |
| Ethnie                                                     | Population                                                 | Pourcentage                                                |
| ---------------------------------------------------------- | ---------------------------------------------------------- | ---------------------------------------------------------- |
| Han                                                        | 1 758 863                                                  | 72,26 %                                                    |
| Mandchous                                                  | 621 868                                                    | 25,55 %                                                    |
| Mongols                                                    | 38 558                                                     | 1,58 %                                                     |
| Hui                                                        | 9 599                                                      | 0,39 %                                                     |
| Coréens                                                    | 1 507                                                      | 0,06 %                                                     |
| Xibe                                                       | 829                                                        | 0,03 %                                                     |
| Miao                                                       | 465                                                        | 0,02 %                                                     |
| Tujias                                                     | 319                                                        | 0,01 %                                                     |
| Yi                                                         | 265                                                        | 0,01 %                                                     |
| Li                                                         | 229                                                        | 0,01 %                                                     |

## Subdivisions administratives
La ville-préfecture de Huludao exerce sa juridiction sur six subdivisions - trois districts, une ville-district et deux xian :
- District de Longgang (龙港区 ; Lónggǎng Qū)
- District de Lianshan (连山区 ; Liánshān Qū)
- District de Nanpiao (南票区 ; Nánpiào Qū)
- Ville de Xingcheng (兴城市 ; Xīngchéng Shì)
- Comté de Suizhong (绥中县 ; Suízhōng Xiàn)
- Comté de Jianchang (建昌县 ; Jiànchāng Xiàn)

## Économie
La ville dispose de chantiers navals construisant, entre autres, la totalité des sous-marins à propulsion nucléaire de l'armée populaire de libération. Elle abrite la première usine de zinc de Chine, des usines pétrochimiques, deux centrales thermiques.